# Centro Ricerche per l'Igiene e la Razza

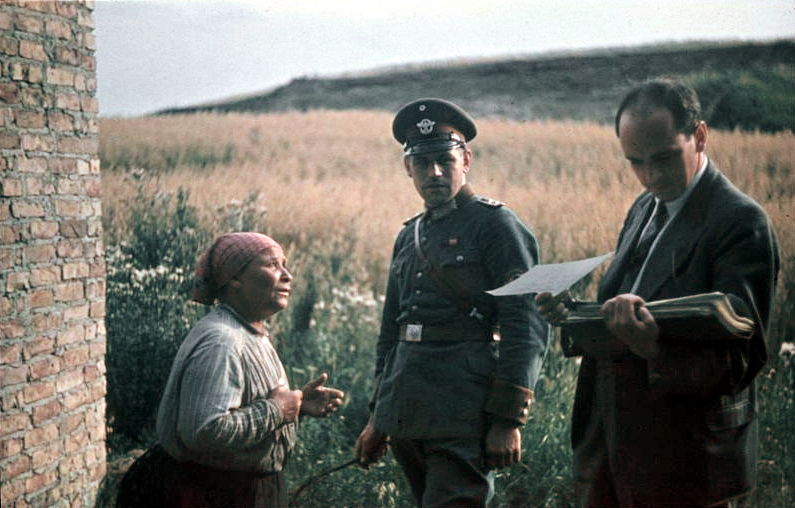
Robert Ritter identifica una donna rom con un poliziotto

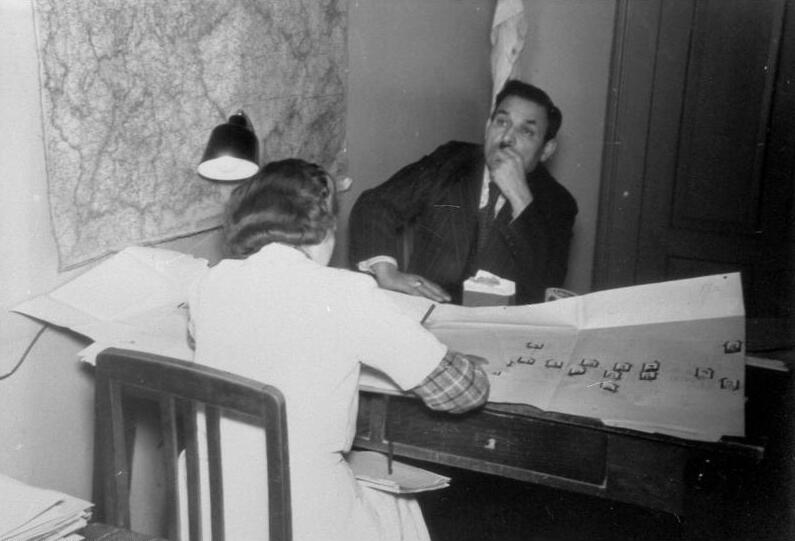
Registrazione della genealogia (immagine dello RHF).

Il Centro ricerche sull'igiene razziale e la biologia delle popolazioni (in tedesco: Rassenhygienische und bevölkerungsbiologische Forschungsstelle, RHF) del Reichsgesundheitsamts fu fondato nel 1936 sotto la direzione di Robert Ritter, in stretta collaborazione con la polizia. Si concentrò sulla valutazione razziale di circa 30.000 zingari e fornì la base pseudo-scientifica per l'uccisione e la sterilizzazione forzata di migliaia di sinti e rom. Esaminava anche i prigionieri e i detenuti dei campi di concentramento.
Dopo il 1945 il cosiddetto "Archivio dei clan zingari" dello RHF, ovvero i "documenti per la pianificazione del genocidio" (Benno Müller-Hill), continuò a essere utilizzato dalla polizia della Repubblica Federale Tedesca. Nessuno dei dipendenti dello RHF fu perseguito per le sue attività a livello né disciplinare, né professionale, né penale.

## Fondazione, organizzazione e obiettivi

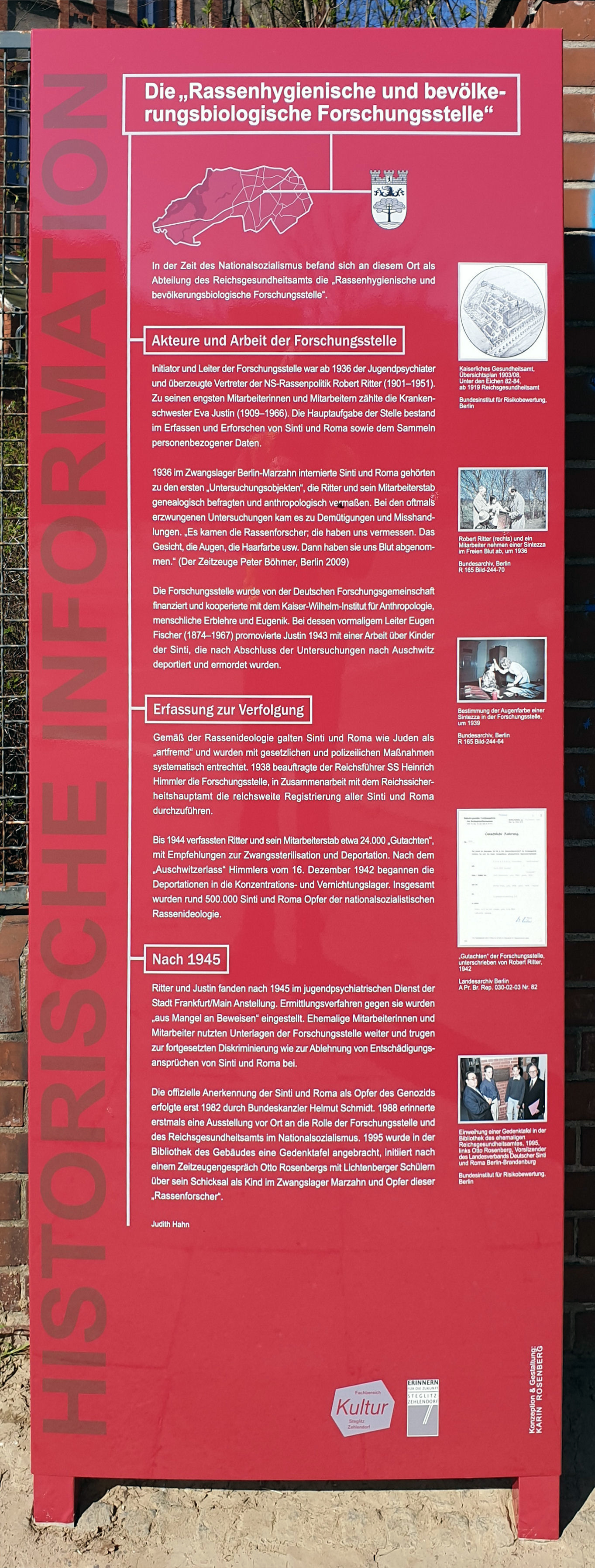
Targa commemorativa a Berlino.

Lo RHF fu fondato nell'agosto 1936 su iniziativa di Arthur Gütt, capo del Dipartimento di Sanità pubblica del ministero degli Interni del Reich, come Istituto dell'Ufficio sanitario del Reich, con sede a Tubinga, in seguito spostata a Berlino. 
Già il nome completo dell'Istituto - Rassenhygienische und bevölkerungsbiologische Forschungsstelle (Centro di ricerca sull'igiene razziale e la biologia delle popolazioni) - mostra il suo orientamento pseudoscientifico e ideologico-razziale. Questo perché lo RHF non era in realtà un istituto teorico, ma aveva il compito di trasferire la sua "ricerca" nella "pratica ereditaria".
Come direttore fu nominato il medico di Tubinga Robert Ritter, esonerato il 1º aprile 1936 e prima della fine della guerra trasferito alla Scuola di polizia Drögen a Fürstenberg/Havel, a circa 100 chilometri a nord di Berlino. I campi di concentramento di Uckermark e di Ravensbrück si trovavano nelle immediate vicinanze. Ritter fu scelto per la sua posizione sulla teoria dell'igiene razziale che aveva manifestato fin dai primi anni Trenta. Già nel 1933-1934 aveva avuto l'idea di scoprire le "popolazioni zingare" nascoste nel Württemberg. Al congresso internazionale sulla popolazione, tenutosi a Berlino nel 1935 sotto la direzione di Eugen Fischer, fece una relazione sugli "Studi di biologia ereditaria all'interno di un circolo riproduttivo di ibridi zingari e psicopatici asociali". Aveva anche una certa dimestichezza con l'aspetto pratico: dal 1934 diresse un centro di consulenza matrimoniale a Tubinga, gestito dalla sezione locale della Società tedesca per l'igiene razziale e dall'ospedale psichiatrico. Nel 1936 fu nominato vice-ufficiale medico a Tubinga e divenne così membro del Tribunale per la salute ereditaria. La tesi per l'abilitazione di Ritter, pubblicata nel 1937 e considerata dagli igienisti razziali di orientamento universitario uno scritto di terz'ordine, illustra le sue idee sull'igiene razziale e sul determinismo ereditario.
Il nome e la struttura organizzativa dello RHF cambiarono nel tempo. Nel 1938 Ritter fece rapporto nel Reichs-Gesundheitsblatt dal "Dipartimento per le cure ereditarie e razziali dell'Ufficio sanitario del Reich" come capo del "Centro di ricerca sull'igiene razziale". Lo RHF era all'epoca subordinato al "Centro di ricerca biologica criminale dell'Ufficio sanitario del Reich", fondato nel 1937 e diretto da Ferdinand von Neureiter, con il quale si fuse dopo la nomina di von Neureiter all'Università del Reich di Strasburgo nel 1940. Il nuovo ente, guidato da Ritter, fu denominato "Istituto biologico criminale dell'Ufficio sanitario del Reich".
Sempre nel 1940 il titolo ufficiale di Ritter cambiò in "Capo del Centro di ricerca sull'igiene razziale e la biologia delle popolazioni dell'Ufficio sanitario del Reich". Nel 1941 divenne il "Centro di ricerca sull'igiene razziale e la biologia criminale dell'Ufficio sanitario del Reich". Almeno fino al 1944 la denominazione figurante nelle "dichiarazioni degli esperti" dello RHF, che servivano come rapporti razziali individuali per gli "zingari", rimase "Centro di ricerca sull'igiene razziale dell'Ufficio sanitario del Reich" con a capo Robert Ritter. Nel 1941 egli divenne anche capo dell'"Istituto di biologia criminale della polizia di sicurezza e dello SD" (KBI) e quindi ricoprì una posizione dirigenziale sia nell'Ufficio sanitario del Reich che nell'Ufficio principale di sicurezza del Reich.
L'uso del termine "istituto" invece di "centro di ricerca" aveva una ragione tattica: la ricerca non era considerata militarmente rilevante da molti dipartimenti del Terzo Reich e pertanto non garantiva finanziamenti o l'esonero dei collaboratori dal servizio militare. Inizialmente Ritter si riferiva alla cooperazione tra l'RHF e il KBI come a un gruppo di lavoro, ma nel 1944 fece trasferire i membri dello RHF al KBI, che fu classificato importante per lo sforzo bellico. Secondo Ritter, l'obiettivo principale dello RHF era la registrazione e la valutazione degli "zingari" e degli "ibridi zingari" tedeschi e austriaci.
Le sovvenzioni arrivavano anche attraverso "fondi terzi". Lo RHF e Ritter furono tra i beneficiari privilegiati della Fondazione tedesca per la ricerca (DFG) dal 1935 alla primavera del 1944. I revisori della DFG furono Ernst Rüdin e Robert Eugen Gaupp. Le richieste di finanziamento di Ritter trovavano appoggio del presidente dell'Ufficio sanitario del Reich Hans Reiter. Altri fondi venivano forniti dal Consiglio di ricerca del Reich (RFR).

### Organigramma dello RHF
Il personale dello RHF era composto da esperti razziali, infermieri, medici, genealogisti, fotografi, stenodattilografi e altro personale ausiliario:
- Robert Ritter (capo, medico, "Gruppo di lavoro volante");
- Eva Justin (infermiera, vice di Ritter, "Gruppo di lavoro volante");
- Sophie Ehrhardt (antropologa, "Gruppo di lavoro volante");
- Adolf Würth (antropologo, "Gruppo di lavoro volante");
- Gerhart Stein (medico, militante delle SA, "Gruppo di lavoro volante");
- Karl Moravek (antropologo, "Gruppo di lavoro volante")[26][27];
- Ruth Kellermann, nata Hesse (razzista e folklorista, "Gruppo di lavoro volante")[28];
- Mrs Callies(s), folklorista[29];
- Ruth Helmke, genealogista[30][31];
- Signora Betz[32];
- Signorina Olboeter[33];
- Signora Lützkendorf[34];
- Signora Plonz[34];
- Signora Kraus[34];
- Signorina von Witzenmleben[34];
- Hans Wetzel[35];

Würth e Justin si concentrarono sui sinti, mentre Ehrhardt si focalizzò sui sinti della Prussia orientale fino al 1942. Morawek e, dopo la sua morte in guerra, Justin si occupavano dei rom, mentre Kellermann dei lalleri e dei rom.

#### Altri collaboratori
Karin Magnussen, in seguito insegnante nello Stato di Brema, si faceva inviare da Josef Mengele gli occhi di alcuni bambini sinti uccisi, se erano gemelli e avevano il colore degli occhi eterocromatico. In precedenza erano stati condotti degli esperimenti su alcuni occhi umani. Nascose gli occhi conservati fino al 1990.

### Ricerca sugli zingari

#### Sviluppo dell'"Archivio dei clan zingari", le indagini a livello nazionale nel 1937-1940
Secondo Ritter e lo RHF, i "meticci" erano particolarmente pericolosi per una "sana comunità nazionale". Ritter sosteneva che il 90% degli "zingari" erano "meticci" e che ci si poteva basare su "studi criminologici su larga scala" che dimostravano un "grado di criminalità molto più elevato" tra gli "zingari di sangue misto" rispetto agli "zingari migranti di sangue puro".
Questa tesi si fondava sul postulato etnico-razziale di uno stile di vita indigeno "nomade" degli "zingari", il solo "appropriato per la specie". I membri sedentari e quindi "degenerati", che erano la minoranza, dovevano aver contratto "matrimoni misti" con membri "degenerati" della maggioranza ed essere diventati criminali. In realtà, "gli studi citati da Ritter non esistevano". La tesi della nocività della miscegenazione era stata uno degli assunti di base degli igienisti razziali almeno a partire dall'opera paradigmatica di Eugen Fischer del 1913 Die Rehobother Bastards und das Bastardierungsproblem beim Menschen. Questa tesi centrale dei biologi ereditari - non solo per quanto riguarda i gruppi di persone riassunti all'epoca nel termine "zingaro" - risulta tanto assurda quanto discutibile; è l'applicazione della teoria ereditaria della salute come teoria guida della conoscenza. Secondo Michael Zimmermann, nonostante gli sforzi, Ritter e il centro di ricerca dovettero ammettere che «non esisteva una costituzione fisica uniforme degli zingari e che, di conseguenza, le loro "caratteristiche fisiche" e i "sintomi della malattia" non potevano essere correlati con il loro presunto "comportamento criminale"». Karl Morawek, che lavorò nello RHF nel 1939-1940, notò persino "influenze nordiche" nelle sue misurazioni e determinazioni del colore dei 113 rom del Burgenland. Quindi il tentativo di costruire per gli zingari una razza basata su caratteristiche biologiche fu presto abbandonato.
A partire dall'inverno 1937-1938, i "gruppi di lavoro volanti" dello RHF setacciarono "i campi di baracche e i quartieri poveri" - ma non solo - e registrarono per la prima volta 2.400 "zingari". Le persone interessate furono convocate dalla polizia per un esame razziale o visitate nelle prigioni, come dimostrano i rapporti di lavoro e le liste giornaliere dello RHF. I dati personali ottenuti costituirono la base dell'"Archivio dei clan zingari" dello RHF.

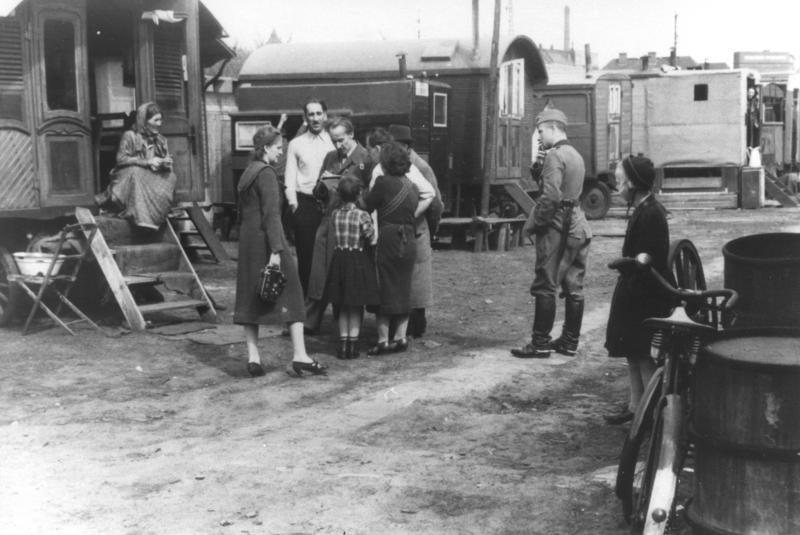
RHF scortata dalla polizia effettua il rilevamento ad Amburgo nel 1938 (foto dello RHF)
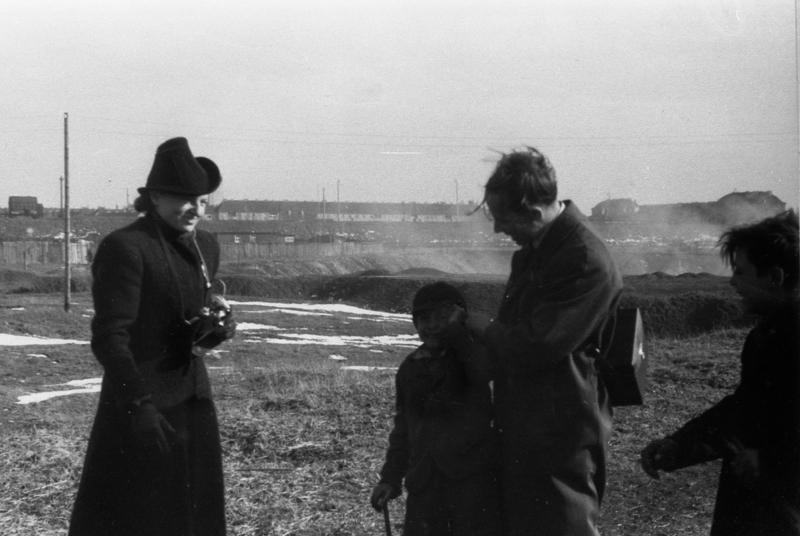
Dipendenti dello RHF registrano nel campo zingari di Colonia-Bickendorf (foto dello RHF)
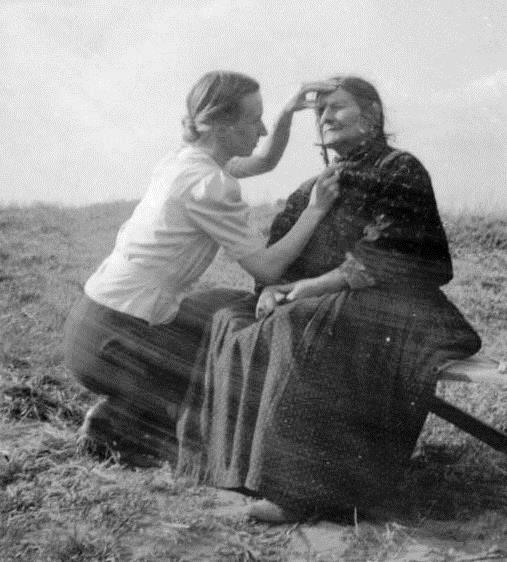
Registrazione nell'aprile 1938 di Eva Justin a Stein in der Pfalz (foto dello RHF)
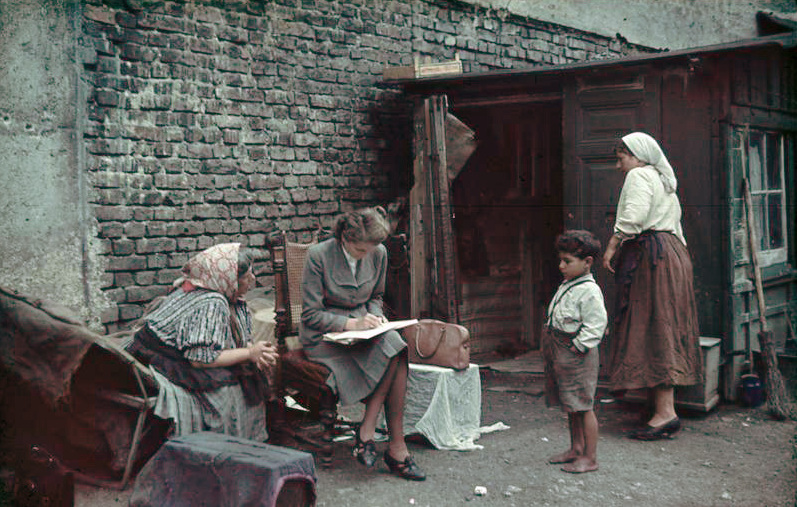
Posizione sconosciuta (foto dello RHF)
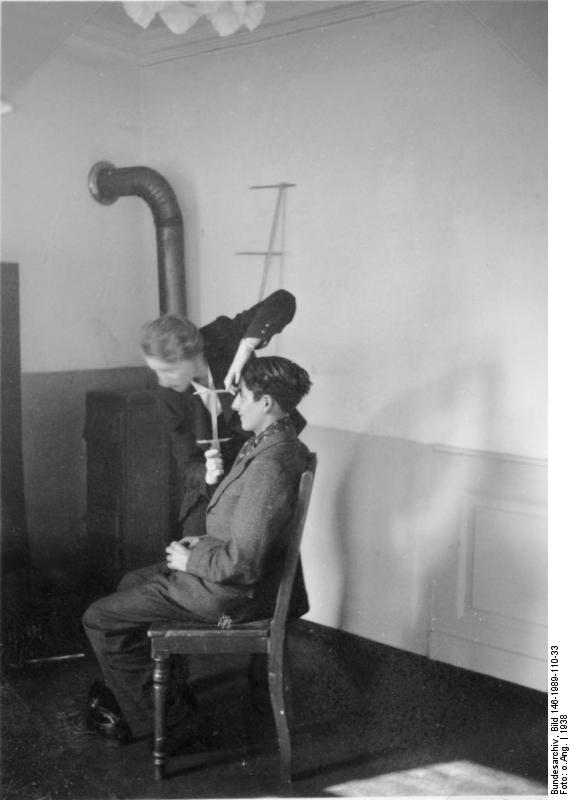
Sondaggio del 1938 (immagine dello RHF)
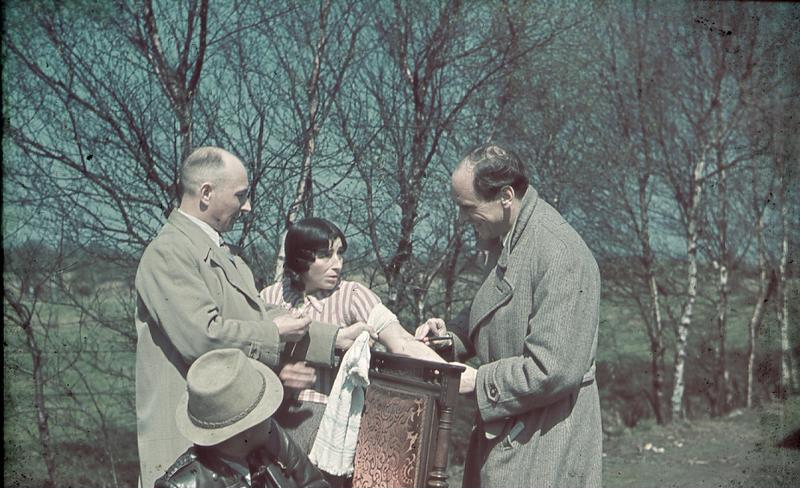
Campione di sangue prelevato per strada (foto dello RHF)
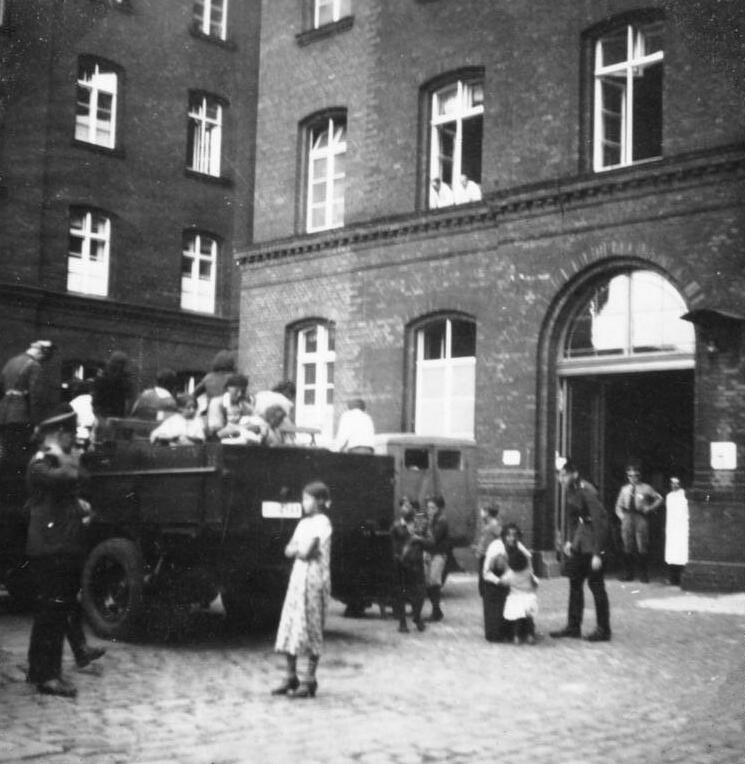
"Zigeunerschub" 1938 Berlino (foto dello RHF)

### 1938: il decreto di Himmler per "combattere la peste degli zingari" assicura l'esistenza dello RHF
L'8 dicembre 1938 Heinrich Himmler emanò un decreto "relativo alla lotta contro la peste zingara", per il quale lo RHF aveva svolto un lavoro preparatorio, ordinando di "regolamentare la questione zingara sulla base della natura di questa razza". Lo RHF fu incaricato di redigere le "perizie", per le quali fu retribuito dall'Ufficio di Polizia criminale del Reich con 5 ℛℳ ciascuna.

#### I pareri degli esperti

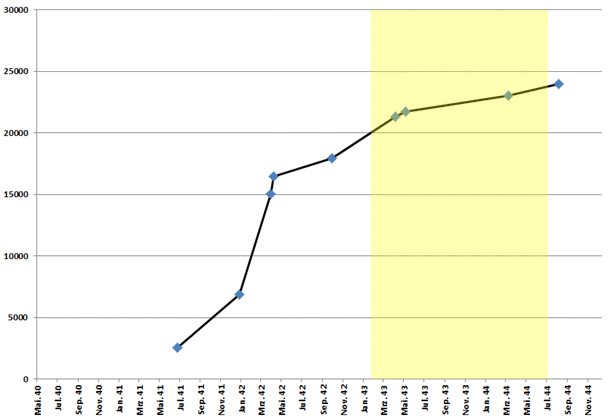
Numero consecutivo delle perizie della Rassenhygienische Forschungsstelle. La linea temporale inizia con la deportazione di maggio. In giallo, il periodo in cui fu gestito il campo zingari di Auschwitz.

Un risultato tangibile della registrazione e dello sviluppo dello Zigeunersippenarchiv furono le Gutachtliche Äußerungen (dichiarazioni degli esperti), firmate da Ritter, Justin o Ehrhardt. Si trattava di un modulo di una pagina in cui "sulla base dei documenti dell'archivio dei clan zingari del centro di ricerca" e degli "studi razziali dei clan effettuati fino ad oggi", oltre ai dati personali, l'esaminato veniva solo classificato come "zingaro" o "zingaro bastardo", senza alcun riferimento al metodo usato per la valutazione né annotazione dei tratti distintivi o dei valori misurati.
Il numero di perizie crebbe negli anni. Il 4 febbraio 1942 Ritter scrisse al DFG che erano stati completati 15.000 "casi di zingari"; il 23 marzo 1943 i casi erano saliti a 21.498. Il trattamento nell'Altreich e nell'Ostmark era quindi da considerarsi "approssimativamente completato", ma in un rapporto di Ritter al DFG del 30 gennaio 1944 il numero aumentò a 23.822 tra "zingari" e "ibridi zingari". Ciò corrisponde alla numerazione presumibilmente consecutiva delle "dichiarazioni degli esperti" (il numero 2543 è del 14 luglio 1941, il 6848 del 14 gennaio 1942, il 15.061 del 17 aprile 1942, il 16.468 del 27 aprile 1942, il 17.691 del 14 ottobre 194?, il 21.323 del 25 febbraio 1943, il 21.732 del 27 maggio 1943, il 23.034 del 29 marzo 1944 il 23.986 del 26 agosto 1944). Colpisce il fatto che durante la deportazione del maggio 1940 risultavano già esaminate 2.300 persone, ma la perizia 2543 fu emessa solo nel 1941.
Dal 1941 in poi la necessità di queste perizie aumentò, perché l'11 febbraio 1941 l'Alto comando della Wehrmacht aveva emanato un nuovo decreto che regolava l'esclusione degli "zingari" dalle forze armate (esercito, marina e aviazione). A tal fine l'Ufficio di Polizia criminale del Reich (RKPA) doveva compilare le apposite liste di registrazione, suddivise in "zingari purosangue" e "zingari bastardi", con l'indicazione del luogo di nascita e dell'indirizzo.
Da metà del 1940 le valutazioni individuali calarono sensibilmente. Il numero aumentò quando, a partire dal febbraio 1943, furono effettuate le deportazioni di massa nel campo zingari di Auschwitz, appositamente istituito in seguito al decreto Auschwitz del dicembre 1942. Il numero risultante a Ritter - 23.822 casi completati dal 30 gennaio 1944 - supera del 14% il numero di prigionieri nel campo zingari di Auschwitz citato altrove.
Anche prima del 1940 lo RHF registrava ed esaminava i prigionieri nei campi di concentramento, come quello di Buchenwald.

#### Deportazione del 1940

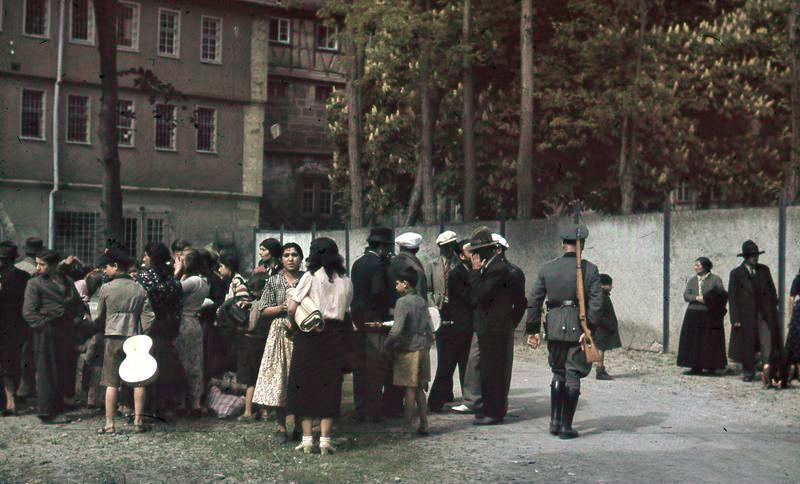
Deportazione nel maggio 1940, i sinti sorvegliati dalla polizia nella fortezza di Hohenasperg (foto dello RHF).

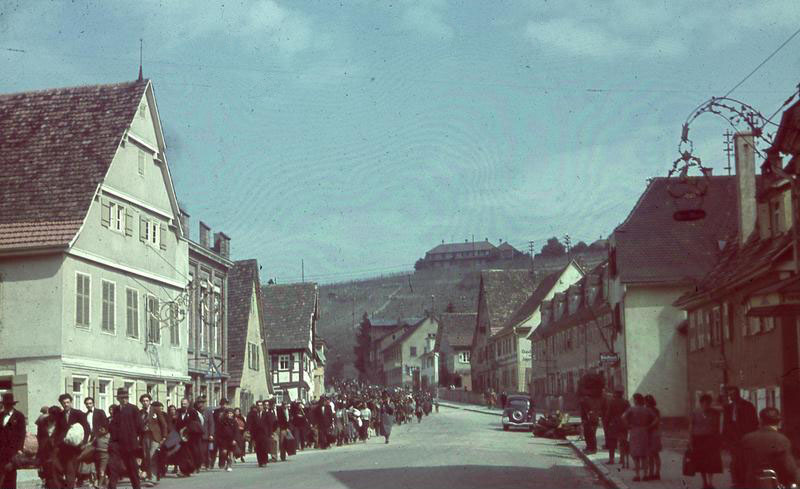
Deportazione di maggio 1940: i sinti vengono condotti dalla polizia attraverso il villaggio (foto dello RHF).

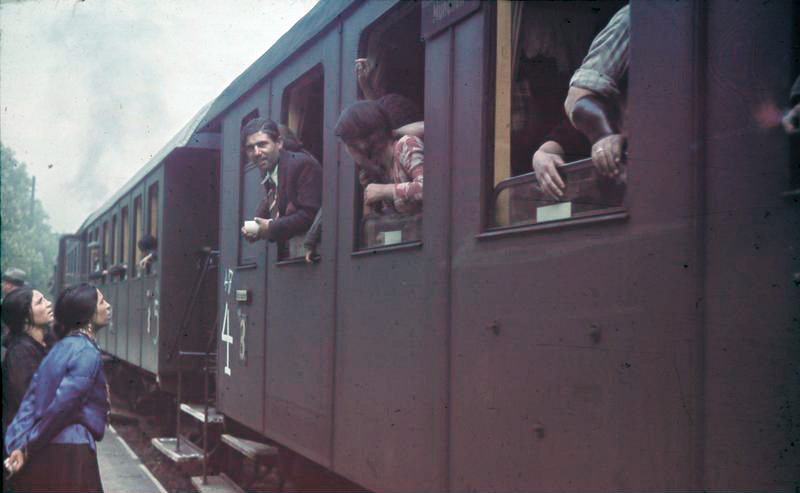
Deportazione di maggio 1940: treno diretto al Governatorato Generale (foto dello RHF).

Dopo l'invasione della Polonia, il 21 settembre 1939 a Berlino si tenne una conferenza dello RSHA sulla politica razziale da seguire. I rappresentanti dello RHF parteciparono a questa e ad altre riunioni dello RSHA nell'autunno 1939. Su suggerimento dello RHF la deportazione fu rinviata alla primavera del 1940. Ad ottobre 1939 l'Ufficio di Polizia criminale del Reich ordinò la compilazione delle liste per la deportazione. Oltre alle idee razziste dello RHF, un ulteriore pretesto a favore della deportazione dei sinti e dei rom dal confine occidentale in maggio fu il sospetto spionaggio.
Poco prima della deportazione, in una conferenza sullo "ziganismo" davanti agli ufficiali di polizia di Brema, Ritter accennò all'imminente trasferimento forzato. Nella notte tra il 15 e il 16 maggio 1940 2.500 "zingari" furono radunati ad Amburgo, Colonia e la fortezza di Hohenasperg, da cui partirono per il Governatorato Generale. Nei tre punti di raccolta venivano esaminati dai dipendenti dello RHF, che conoscevano bene anche i "dossier zingari" della polizia e la struttura dei "centri zingari" della polizia e portavano con sé i relativi documenti. Al punto di raccolta della fortezza di Hohenasperg della deportazione si occupò Josef Eichberger del "Centro del Reich per la lotta allo ziganismo".
I dipendenti dello RHF decidevano il destino dei detenuti classificandoli come "zingari", "bastardi zingari" o "non zingari". Chi veniva definito "non zingaro" poteva tornare a casa (a Hohenasperg lo furono solo 22 persone). Secondo il rapporto della polizia, il dipendente dello RHF Adolf Würth si era "inizialmente opposto", cioè aveva valutato alcune persone come "non zingari", ma dato che "Adam M. è sposato con una Z. e non è in alcun modo in grado di dimostrare la sua ascendenza di sangue tedesco, è stato anch'egli etichettato come Z.M. ed evacuato"; "Z" è l'abbreviazione di "zingaro", "Z.M." di "zingaro bastardo".
Dopo la deportazione di maggio vennero redatti rapporti per ottimizzare le future deportazioni, ai quali il personale dello RHF contribuì con le proprie informazioni.

#### Lo RHF fa il punto della situazione

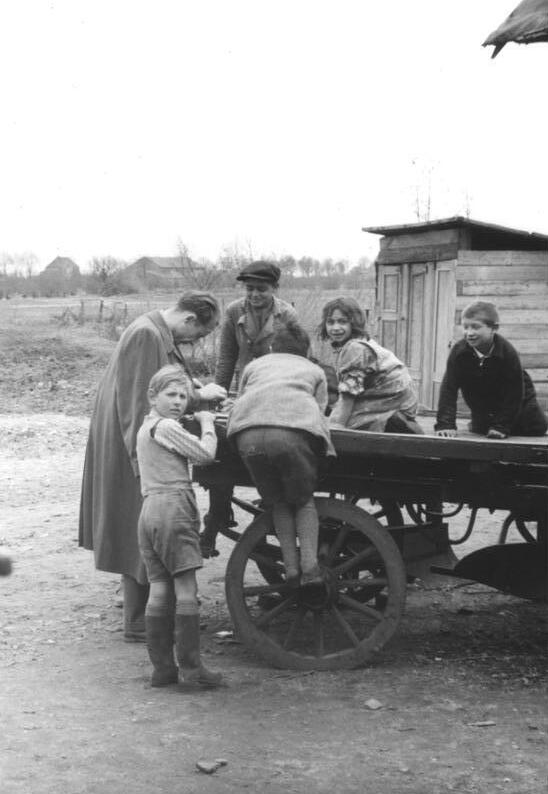
Registrazione nel campo di Neumünster (foto dello RHF).

Presumibilmente a metà del 1940 lo RHF riportava il numero di "zingari" per regione, compresi quelli che erano già stati "reinsediati", cioè deportati, nel Governatorato Generale:
| Regione                                  | Rimanenti | Trasferiti |
| ---------------------------------------- | --------- | ---------- |
| Prussia Orientale                        | 2.500     |            |
| Pomerania                                | 870       |            |
| Meclemburgo/Lubecca                      | 320       |            |
| Grande Berlino                           | 1.930     |            |
| Kurmark                                  | 200       |            |
| Slesia                                   | 530       |            |
| Sassonia                                 | 220       |            |
| Baviera                                  | 300       |            |
| Württemberg/Hohenzollern                 | 1.000     |            |
| Baden                                    | 500       | 150        |
| Saarpfalz                                | 140       | 160        |
| Assia-Nassau Assia                       | 1.220     | 180        |
| Colonia/Aquisgrana Coblenza/Treviri      | 400       | 600        |
| Düsseldorf Essen                         | 1.200     | 330        |
| Hannover Sud Hannover/Braunschweig       | 820       | 130        |
| Weser/Ems                                | 550       | 30         |
| Schleswig-Holstein Amburgo/Nord Hannover | 750       | 750        |
| Ostmark                                  | 13.000    |            |
| Sudetenland                              | 900       |            |
| Totale                                   | 29.900    | 2.330      |

I risultati della valutazione sono scioccanti: «Un totale di circa 15.000 persone provenienti dalla Germania sono state uccise come "zingari" o "zingari bastardi" tra il 1938 e il 1945», di cui circa 10.500 sterminate ad Auschwitz-Birkenau.

#### Valutazione di Georg Elser (1939)

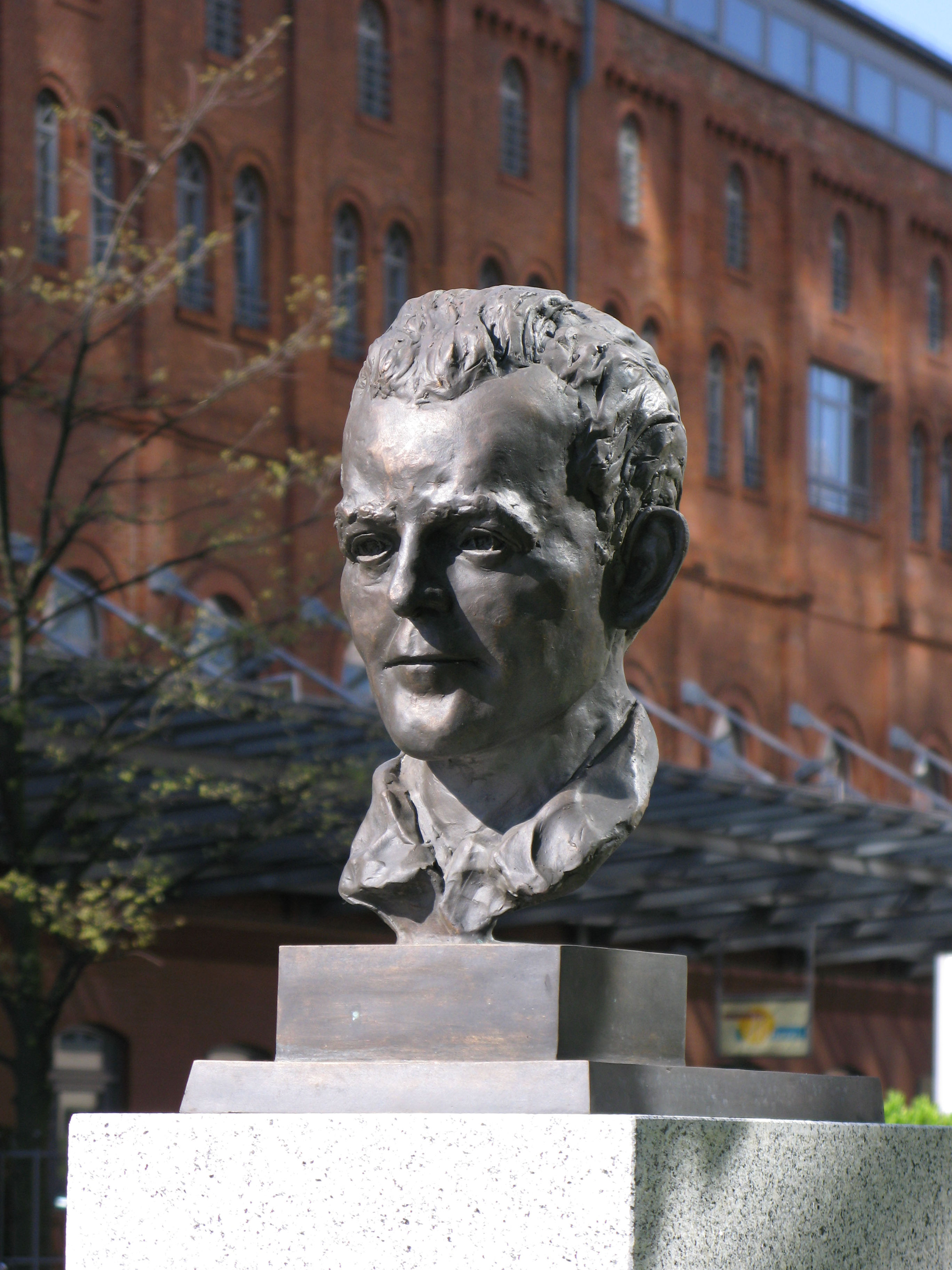
Georg Elser è stato esaminato dallo RHF per conto di Arthur Nebe (Busto di Kay Winkler).

Fin dal 1936 Ritter lavorò a stretto contatto con Arthur Nebe (capo dell'Ufficio V dell'Ufficio principale di sicurezza del Reich dal 1937); alle riunioni era spesso presente Würth. Su incarico di Nebe, lo RHF indagò su Georg Elser per aver messo in atto un attentato ad Adolf Hitler l'8 novembre 1939. Nebe aveva sospettato che Elser fosse uno "zingaro". Gli investigatori dello RHF erano Justin e Würth.

#### Prima della deportazione ad Auschwitz
Come ricordano i sinti sopravvissuti Kurt Ansin e Otto Weinlich nelle conversazioni con Reimar Gilsenbach del 1965, pochi giorni prima della deportazione nel campo zingari di Auschwitz, nella primavera del 1943, Robert Ritter ed Eva Justin visitarono il campo zingari di Holzweg a Magdeburgo per completare i "dossier zingari". Alcune copie in carta carbone dei dossier si trovano nei "fascicoli personali degli zingari" conservati all'Archivio di Stato di Magdeburgo.

### Biologia criminale nella popolazione maggioritaria
Su raccomandazione dello RSHA e dell'Ufficio principale per le razze e gli insediamenti, Ritter divenne capo dell'Istituto biologico criminale della polizia di sicurezza e dell'SD (KBI) nel dicembre 1941, mentre il lavoro dello RHF continuava senza sosta. Uno dei compiti del KBI era quello di creare un archivio di "tutti i clan asociali e criminali"; Ritter e il suo staff cercarono di estendere i metodi di igiene razziale "provati e testati" durante la loro "ricerca sugli zingari" ad altri gruppi di popolazione. I documenti superstiti del KBI danno solo una vaga idea dello scopo dell'istituto.

#### Campo di protezione dei giovani
Il Centro di ricerca Ritter si occupava, tra l'altro, della valutazione forense-biologica e razziale-igienica dei detenuti dei campi di concentramento per giovani, chiamati con un eufemismo nazionalsocialista "campi di protezione della gioventù" o "campi di detenzione per giovani". Il lavoro mirava a "vagliare i detenuti in base agli aspetti criminologici, promuovere quelli che erano ancora in grado di vivere in comunità in modo da poter svolgere il loro ruolo nella comunità nazionale e trattenere quelli che non erano educabili fino alla loro collocazione definitiva altrove (in sanatori e case di cura, centri di detenzione, campi di concentramento, ecc.) utilizzando la loro forza lavoro". Uno di questi campi fu quello di Moringen, istituito nel giugno 1940, visitato da Ritter di frequente.
Il Memoriale del campo di Moringen ne descrive la funzione: "Dal 1941 il campo di concentramento giovanile fu un campo di sperimentazione della politica razziale nazista. I cosiddetti biologi criminali - sotto la guida del dottor Robert Ritter - cercarono di dimostrare le loro teorie sull'ereditarietà della "criminalità" e dell'"asocialità" conducendo studi pseudo-scientifici sui ragazzi imprigionati. Nel quadro della biologia razziale nazista, le basi "scientifiche" create a Moringen dovevano essere utilizzate come giustificazione razzista per lo sterminio o la sterilizzazione di interi gruppi di popolazione in Germania e nei territori occupati. Le cavie erano i giovani prigionieri".
Ritter sviluppò la struttura del sistema a blocchi e valutò gli Zöglinge per i singoli blocchi:
- Blocco D: fallimenti permanenti 10-15%;
- Blocco E: educabile 5-8%;
- Blocco F: discutibile o educabile 20-25%;
- Blocco G: insuccessi occasionali 10-15%;
- Blocco S: disgregativo (i prigionieri lo interpretavano come un blocco di punizione) 5-10%;
- Blocco U: non idoneo 5-10%[80].

I prigionieri avevano un'età compresa tra i 16 e i 21 anni, la maggior parte tra i 19 e i 20 anni. Al 1º gennaio 1943, "dopo aver completato l'istruzione nel campo", furono rilasciati 106 "Zöglinge", 70 dei quali furono assegnati alla Wehrmacht o al Servizio del lavoro del Reich, 25 a istituzioni gestite dalle autorità assistenziali, 11 a lavori regolari; 42 furono trasferiti come "non educabili": 12 nei campi di concentramento e 30 in sanatori e case di cura.
Più volte nel campo scoppiò la tubercolosi a causa delle condizioni disumane. Brutalità come percosse, privazione del cibo, punizioni e molestie di ogni tipo, pinze per il pene per chi faceva la pipì a letto erano parte del programma di punizione seguito abitualmente. Alla chiusura, nel marzo 1945, si contavano 56 morti; un prigioniero fu ucciso dalle guardie delle Waffen-SS durante la fuga e uno fu picchiato a morte durante un'azione punitiva. Gli "zingari" tra i prigionieri di Moringen furono deportati nel campo di concentramento di Auschwitz nel 1943.
Tra gli operatori i campi di protezione della gioventù suscitavano atteggiamenti contrastanti, come dimostra la riluttanza a trasferire gli "Zöglinge" manifestatasi in alcune regioni; per sopperire al mancato utilizzo della piena capacità delle strutture, il Ministero degli Interni del Reich inasprì le linee guida, e questi campi assunsero anche una funzione punitiva per i giovani non conformisti e politicamente sospetti. Un nuovo blocco ST (blocco Stapo) nel 1943/1944 ospitava 120-180 "criminali politici", per lo più ragazzi di Amburgo, e dal 1944 anche figli di partigiani sloveni. Dei 1231 "Zöglinge" che vi furono imprigionati nel luglio 1944, l'omosessualità fu il motivo di detenzione in 90 casi e le dichiarazioni contro lo Stato in 92 casi.
Il campo femminile di Uckermark aveva un sistema di blocchi meno articolato, poiché il "tipo di ragazze asociali trascurate" era "più uniforme". In entrambi i campi c'era l'oobligo di lavoro per 8-10 ore al giorno. Moringen fruttò diverse centinaia di migliaia di ℛℳ, anche tenendo conto di tutti i costi, comprese le guardie.
Secondo Paul Werner, capo dell'Ufficio per la prevenzione e la politica criminale e rappresentante di Arthur Nebe nella RSHA, i campi erano più adatti al "pessimo materiale umano", la cui "depravazione" era "biologicamente determinata", che alle normali strutture pubbliche di assistenza ai giovani. I "campi di protezione della gioventù" e gli esami biologici forensi furono vietati nel 1945 in una delle prime direttive alleate. Le autorità tedesche non equipararono il campo di Moringen ai campi di concentramento per il periodo dal 15 agosto 1940 al 9 aprile 1945 e quello di Uckermark per il periodo dal 1º giugno 1942 al 20 aprile 1945.

#### Lavorare con i Testimoni di Geova e gli jenish

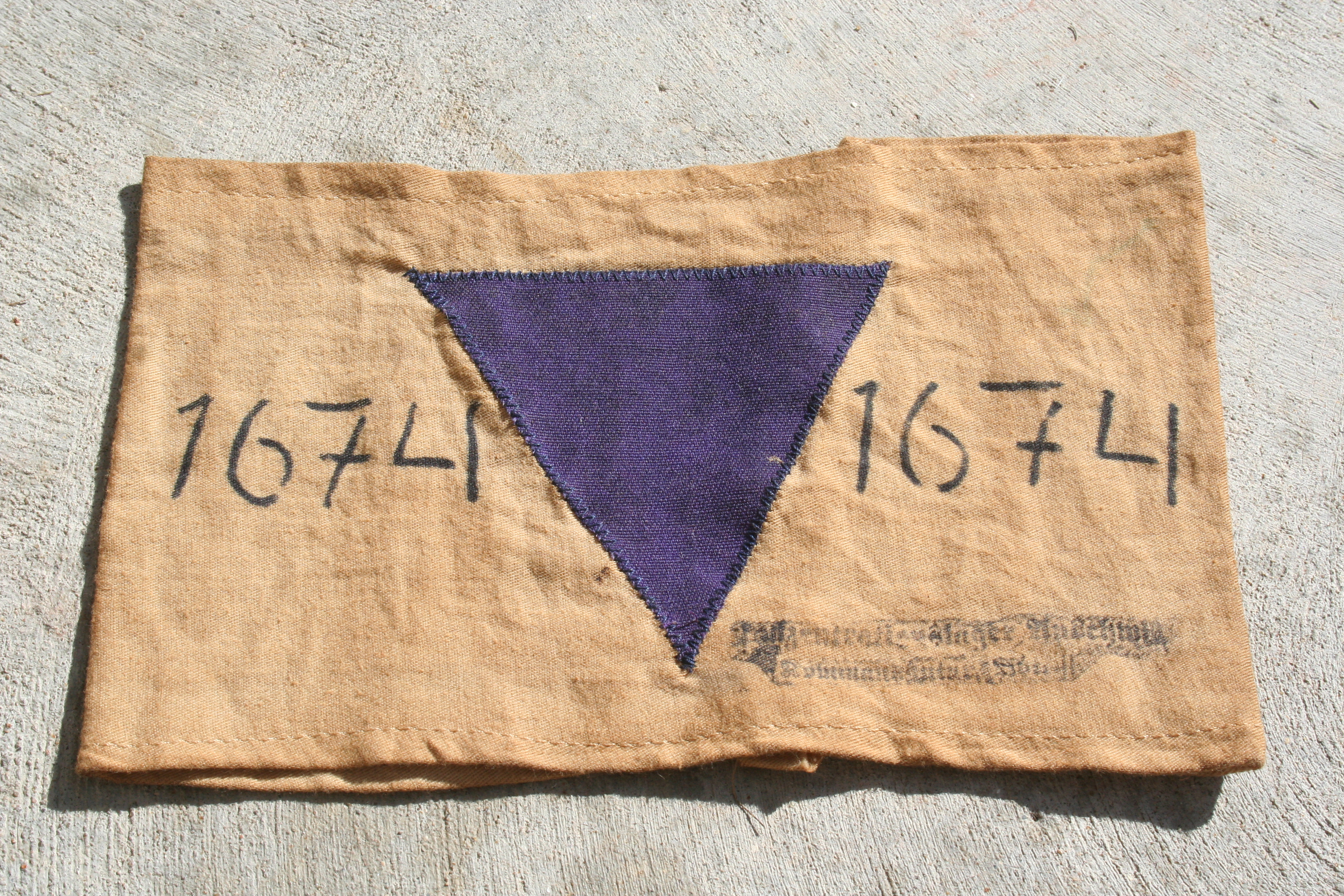
Triangolo viola usato per i Testimoni di Geova (Bibelforscher).

Nell'inverno 1943-1944 gli assistenti di Ritter iniziarono a indagare sul "valore ereditario" e sull'"origine dei clan" dei Testimoni di Geova nel campo di concentramento di Ravensbrück. Rimane poco chiaro se Ritter volesse utilizzare questa indagine per giustificare la persecuzione dei Testimoni di Geova per motivi razziali o se, al contrario, intendesse documentare "caratteristiche razziali positive" che avrebbero giustificato un miglior trattamento voluto per loro da Himmle.
Registrando anche gli Jenisch per un Landfahrersippenarchiv, introdotto insieme allo Zigeunersippenarchiv, RHF li ascrisse alla categoria dei "non zingari" seguendo i criteri ereditari-biologici. La valutazione di Ritter del popolo jenish come "inferiore" e la sua richiesta di segregazione non prevalsero a livello di standardizzazione. L'assenza degli jenish nelle successive standardizzazioni è considerata una "prova indiscutibile" del fatto che "Ritter non riuscì a convincere i legislatori che gli jenish costituivano un gruppo razziale-igienico rilevante e una minaccia". Solo dopo il completamento dell'"archivio dei clan zingari" la categorizzazione razziale come prerequisito per le deportazioni di sterminio era ormai assodata e lo RHF iniziò a registrare le famiglie jenish insieme alle famiglie non rom "itineranti" nel Landfahrersippenarchiv. Non si andò oltre ai limitati inizi regionali.

## Dopo il 1945

### L'eredità dello RHF
Negli anni Ottanta ci furono alcuni dibattiti politici tra il movimento per i diritti civili e le autorità statali sulla collocazione degli archivi dello RHF, accompagnate da una copertura mediatica nazionale e internazionale, con controversie penali, disciplinari e civili. I documenti arrivarono all'Archivio federale solo nel 1980, a più di 35 anni di distanza dalla chiusura dello RHF. Già prima della fine della guerra una quantità considerevole di fascicoli e materiali dello RHF fu portata via da Berlino dai suoi dipendenti. Una parte di essi, la cui ubicazione rimane tuttora poco chiara, fu inviata nel Meclemburgo, un'altra a Winnenden, nell'attuale Baden-Württemberg. Nel Meclemburgo la filiale dello RHF si trovava vicino ai campi di concentramento, a Winnenden era un sanatorio.
Nel 1947 Sophie Ehrhardt, ex RHF e dal 1942 membro dell'Istituto di biologia razziale dell'Università di Tubinga, ricevette parte del materiale. Poco dopo la consegna lo elaborò, ad esempio per quanto riguarda le creste della pelle e i modelli delle creste delle dita. Questa ricerca portò a diverse pubblicazioni, in cui non si menziona però l'origine del materiale trattato. I suoi studi di genetica delle popolazioni zingare basati sul materiale dello RHF furono finanziati dalla DFG tra il 1966 e il 1970. Dopo che il nuovo direttore dell'Istituto antropologico di Tubinga Horst Ritter vietò il trattamento dei dati nel 1969, il materiale fu consegnato all'Istituto antropologico di Magonza. Il 21 maggio 1949 Eva Justin (ex RHF) consegnò altri fascicoli e materiali all'Ufficio di Polizia Criminale di Monaco di Baviera, dove dal 1946 esisteva una "Landfahrerzentrale" gestita da "esperti di zingari" dell'ex Reichszentrale zur Bekämpfung des Zigeunerunwesens dell'ex RSHA. Presumibilmente qui c'erano conoscenze personali del Terzo Reich.
Gli alberi genealogici insieme all'altro materiale dello RHF giunsero all'ufficiale medico di Landau Hermann Arnold a partire dagli anni '50. Nel 1960 il materiale dell'Ufficio di Polizia criminale dello Stato bavarese fu consegnato ad Arnold con il consenso del Ministero degli interni dello Stato bavarese. Egli aveva dichiarato di essersi occupato di studi socio-biologici, in particolare sugli zingari, fin dal 1947. La Landfahrerstelle della polizia di Monaco fu sciolta nel 1970 perché fuorilegge. Nel 1972 Arnold consegnò il materiale genealogico all'Istituto antropologico dell'Università di Magonza, unendo così le due parti conosciute per la prima volta dopo il 1945.
Nel 1979 una lettera della Società per i popoli minacciati richiamò l'attenzione dell'Archivio federale sul luogo in cui si trovavano i fascicoli dell'Ufficio Sanitario del Reich. L'Archivio ispezionò i fascicoli di Magonza e ordinò di trasferire i materiali nei magazzini dell'Archivio Federale il prima possibile, perché rientravano indiscutibilmente nella sua area di competenza. In circostanze non del tutto chiare i fascicoli furono trasferiti all'Archivio dell'Università di Tubinga il 19 giugno 1980, perché lì potevano essere "valutati scientificamente" da Sophie Ehrhardt.
Un archivista dell'Archivio federale scrisse: "Il Consiglio centrale dei sinti e dei rom tedeschi pose fine a questa situazione archivistica e politicamente insostenibile con un'azione spettacolare. Il 1º settembre 1981 sinti e rom occuparono gli archivi universitari di Tubinga. Si fecero consegnare subito i documenti, portarono i fascicoli a Coblenza la notte stessa e a mezzanotte riuscirono a farli accettare immediatamente e incondizionatamente dall'Archivio federale, senza alcuna misura di valutazione archivistica. Da allora sono conservati come materiale d'archivio statale di cui l'Archivio federale è responsabile". Ciò che resta dei fascicoli conservati nell'Archivio federale occupa oggi 14 metri lineari di spazio a scaffale in 338 unità archivistiche (AE). Il materiale morfologico rappresenta 45 AE, le fotografie, comprese le pellicole negative, 30 AE, le diapositive 30 AE, le stampe 9 AE, il materiale genealogico 172 AE, le miscellanee 14 AE, la corrispondenza 1936-1939 8 AE, gli indici alfabetici, compresi gli indici degli estratti 1734-1808, 1815-1938, 21 AE, gli indici alfabetici e numerici ausiliari 9 AE. La "collezione degli zingari" consegnata all'Archivio federale da Arnold occupava anche più di un metro di scaffale di documenti RHF ordinati.
Molte parti dei fascicoli ora conservati negli Archivi federali sono mancanti, comprese le circa 24.000 perizie che lo RHF aveva preparato. Manca anche la corrispondenza con le autorità di polizia, che in origine doveva essere più ampia e che può essere provata dalla documentazione conservata. Il rinvio e la presumibile distruzione deliberata di parti dei documenti e il loro continuo utilizzo per scopi di polizia o di ricerca non è solo un problema morale, ma ha certamente ostacolato anche il perseguimento dei colpevoli e la restituzione delle vittime.

### Procedimento penale contro i dipendenti dello RHF
Nel 1948 la Procura di Francoforte sul Meno aprì un'indagine preliminare contro Ritter e Justin. Il procedimento contro Justin fu archiviato per mancanza di prove. Nel caso di Ritter la Procura seguì la sua argomentazione secondo cui aveva interrotto le ricerche razziali prima del decreto Auschwitz del 1942 e non poteva quindi avere nulla a che fare con le deportazioni. Anche questo caso fu archiviato. Non seguirono altri procedimenti fino alla morte di Ritter nel 1951. Nel 1959 fu aperto un ulteriore procedimento penale contro Justin, in cui lo ziganologo Herrmann Arnold scrisse la perizia di discolpa e assolse Justin da qualsiasi coinvolgimento nella "persecuzione degli zingari". Il procedimento fu interrotto nel 1960 e Justin morì nel 1966 senza che vi fossero ulteriori procedimenti.
Il primo procedimento penale contro Würth ed Ehrhardt fu aperto dalla Procura di Colonia nel 1961 e interrotto nel 1963, un secondo fu interrotto anch'esso nel 1986. Il perito che lo scagionò in questo procedimento fu Hans Wilhelm Jürgens.. L'ultimo procedimento penale contro un dipendente dello RHF fu aperto contro Kellermann nel 1984 e interrotto nel 1989, poiché non fu possibile dimostrare neanche un coinvolgimento indiretto nelle deportazioni, comprese quelle verso Auschwitz, e la Procura ritenne di non poter stabilire se il suo lavoro era funzionale al genocidio. Non si sa nulla dei procedimenti professionali contro i medici Ritter, Stein e Würth. La Società tedesca di antropologia rifiutò di espellere Ehrhardt a metà degli anni Novanta.

## Commemorazione
Il 29 marzo 2019 è stata eretta una stele dedicata alle vittime, davanti all'edificio: ricorda il lavoro di "biologia razziale", presupposto per la persecuzione e l'uccisione di Sinti e Rom, svolto in questo centro di ricerca nazista. Il disegno artistico è stato realizzato da Karin Rosenberg.

### Documenti di archivio
- Bundesarchiv Bestand R 165: Rassenhygienische und Kriminalbiologische Forschungsstelle des Reichsgesundheitsamtes, Laufzeit 1936–1941 (14 lfm)
- Bundesarchiv Bestand R 160: Kriminalbiologische Forschungsstelle des Reichsgesundheitsamtes, Laufzeit: 1942–1943 (0,5 lfm)
- Bundesarchiv Koblenz ZSg 142 Anh.: Aus der Sammlung Arnold (ZSg 142) aussortierte Unterlagen, die von der Rassenhygienischen und kriminalbiologischen Forschungsstelle des Reichsgesundheitsamtes bzw. aus den Nachlässen von Dr. Robert Ritter und Eva Justin stammen. Laufzeit 1830–1975 (1 lfm)